# Pacyfikacja Żyłki, Lubyczy Królewskiej, Lubyczy-Kniazi, Szalenika

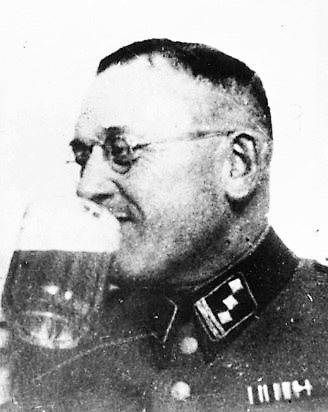
Gottlieb Hering, komendant obozu zagłady SS-Sonderkommando Belzec, dowodzący pacyfikacją Żyłki, Szalenika, Lubyczy Królewskiej, Lubyczy-Kniazie

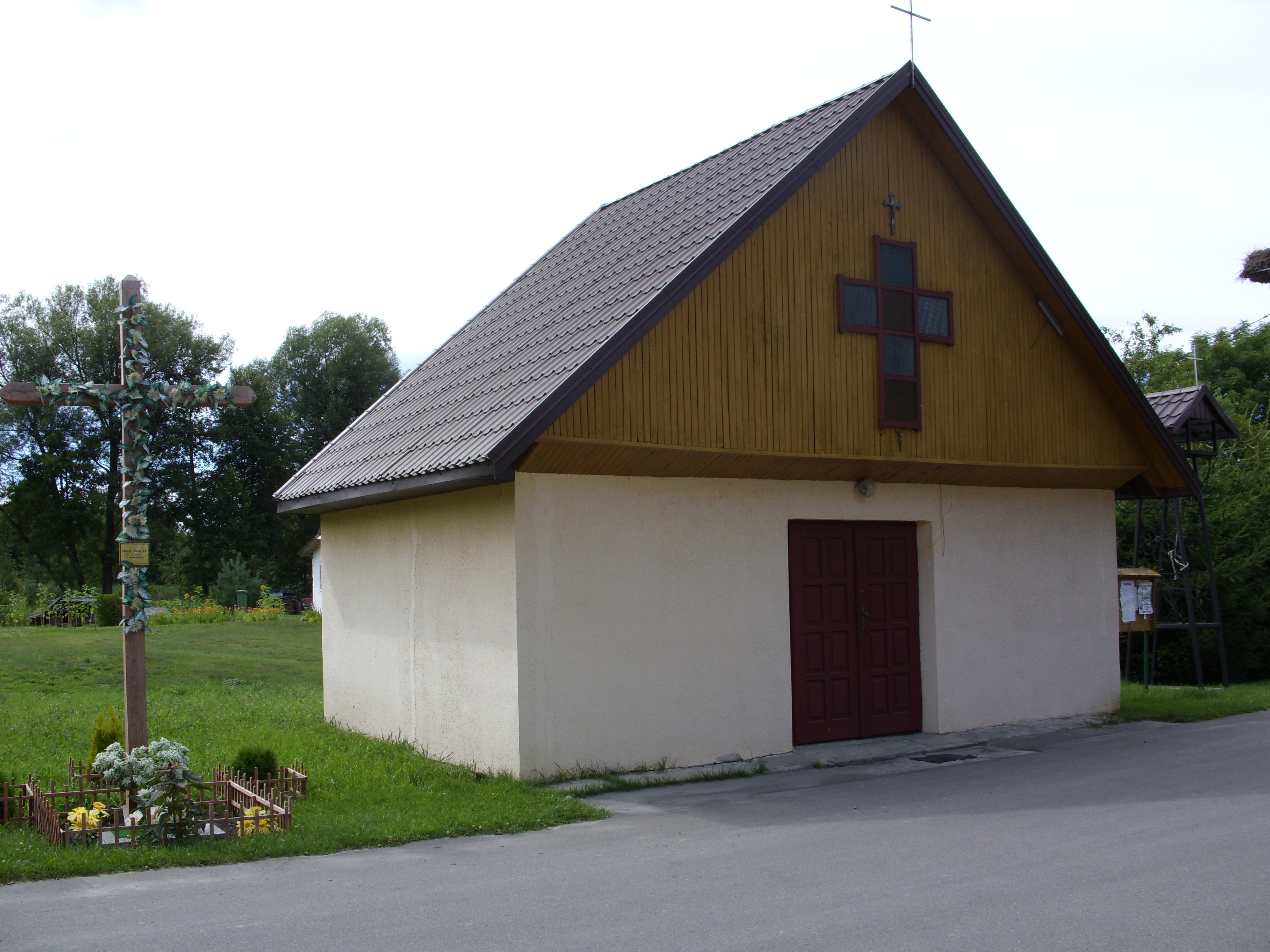
Żyłka, kaplica w miejscu zamordowania 7 cywilów przez okupantów niemieckich

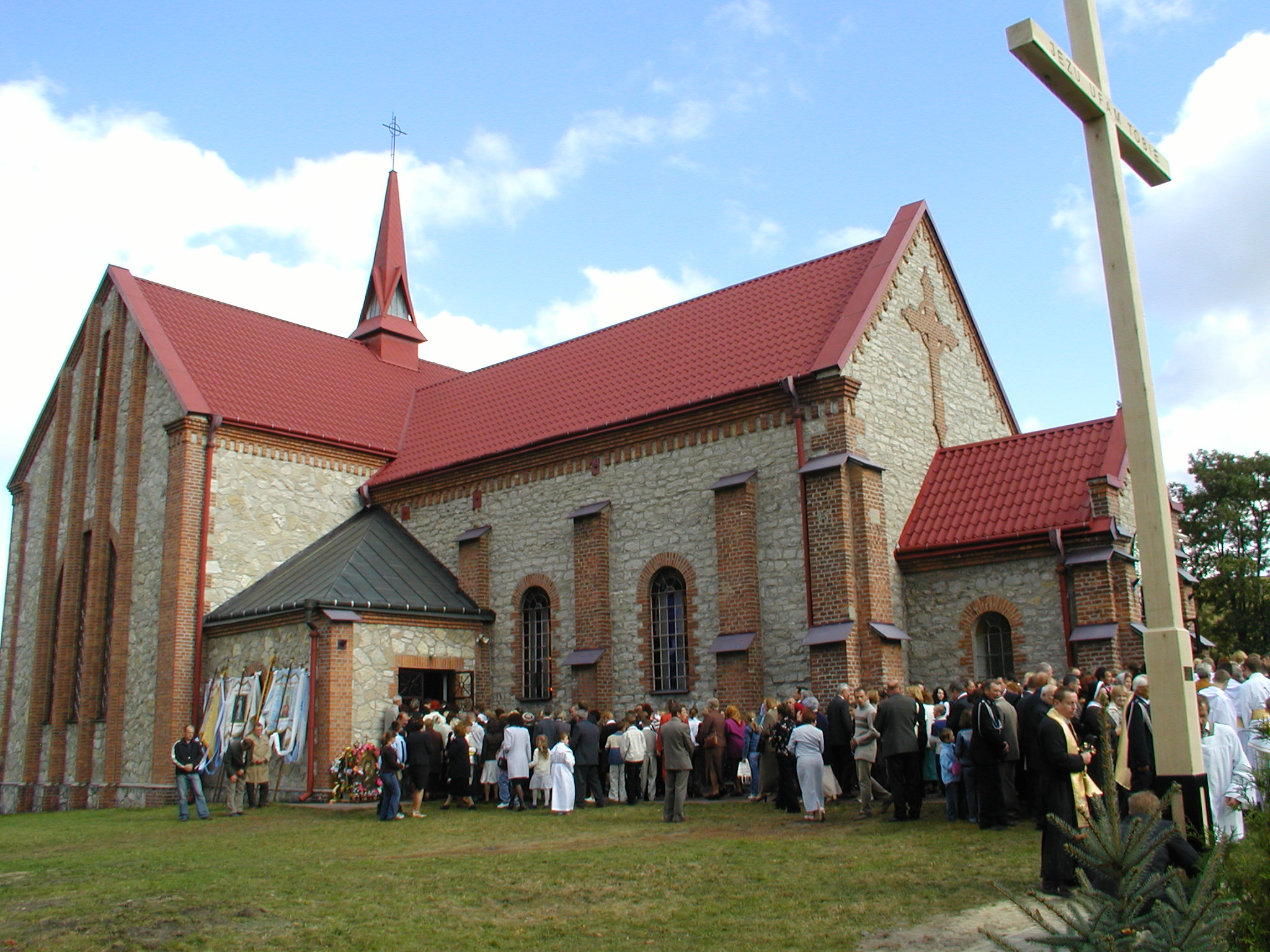
W pobliżu kościoła w Lubyczy Królewskiej pochowano część cywilów zastrzelonych przez Niemców hitlerowskich w pacyfikacji Lubyczy w 1942

Pacyfikacja Żyłki, Lubyczy Królewskiej, Lubyczy-Kniazie, Szalenika – masowy mord na mieszkańcach wsi Żyłka, Szalenik, Lubycza Królewska i Lubyczy-Kniazie dokonany 4 października 1942 roku przez członków załogi obozu zagłady w Bełżcu, którymi dowodził komendant obozu SS-Hauptsturmführer Gottlieb Hering. Zamordowano wtedy około 53 osoby cywilne.
Zbrodnia byłą zemstą za pożar stajni, w której Hering przechowywał swoje ulubione konie wierzchowe. Był on spowodowany nieuwagą pijanych wachmanów z obozowej załogi, którzy w obawie przed konsekwencjami winą za jego zaprószenie obarczyli później miejscową ludność.

## Geneza
W czasie II wojny światowej, 3 października 1942 r., trzej strażnicy z formacji SS-Wachmannschaften, zaniedbali swoich obowiązków w stajni dla koni komendanta obozu zagłady w Bełżcu, SS-Hauptsturmführera Gottlieba Heringa. Dwaj z nich byli u volksdeutscherki i innej kobiety a trzeci, pijany bimbrem, wrócił do stajni aby dać obrok koniom i zostawił zapaloną świeczkę na strychu z sianem, po czym zasnął. W efekcie wybuchł pożar, który strawił stajnię. Spłonęły w niej trzy konie Heringa. Pożar gasili strażacy-ochotnicy, a także wachmani z pobliskiego obozu. Przesłuchiwani strażnicy fałszywie oskarżyli o podpalenie stajni cywilnych mieszkańców okolicznych wiosek, mówiąc, że ci uciekli w stronę Szalenika. Konie wierzchowe były „oczkiem w głowie” komendanta Heringa.
Niektórzy z bełżczan w obawie przed zemsta znanego z okrucieństwa Heringa opuścili swoje domy rodzinne i wyjechali do innych miejscowości. Większość pozostała jednak w domach.

## Przebieg pacyfikacji

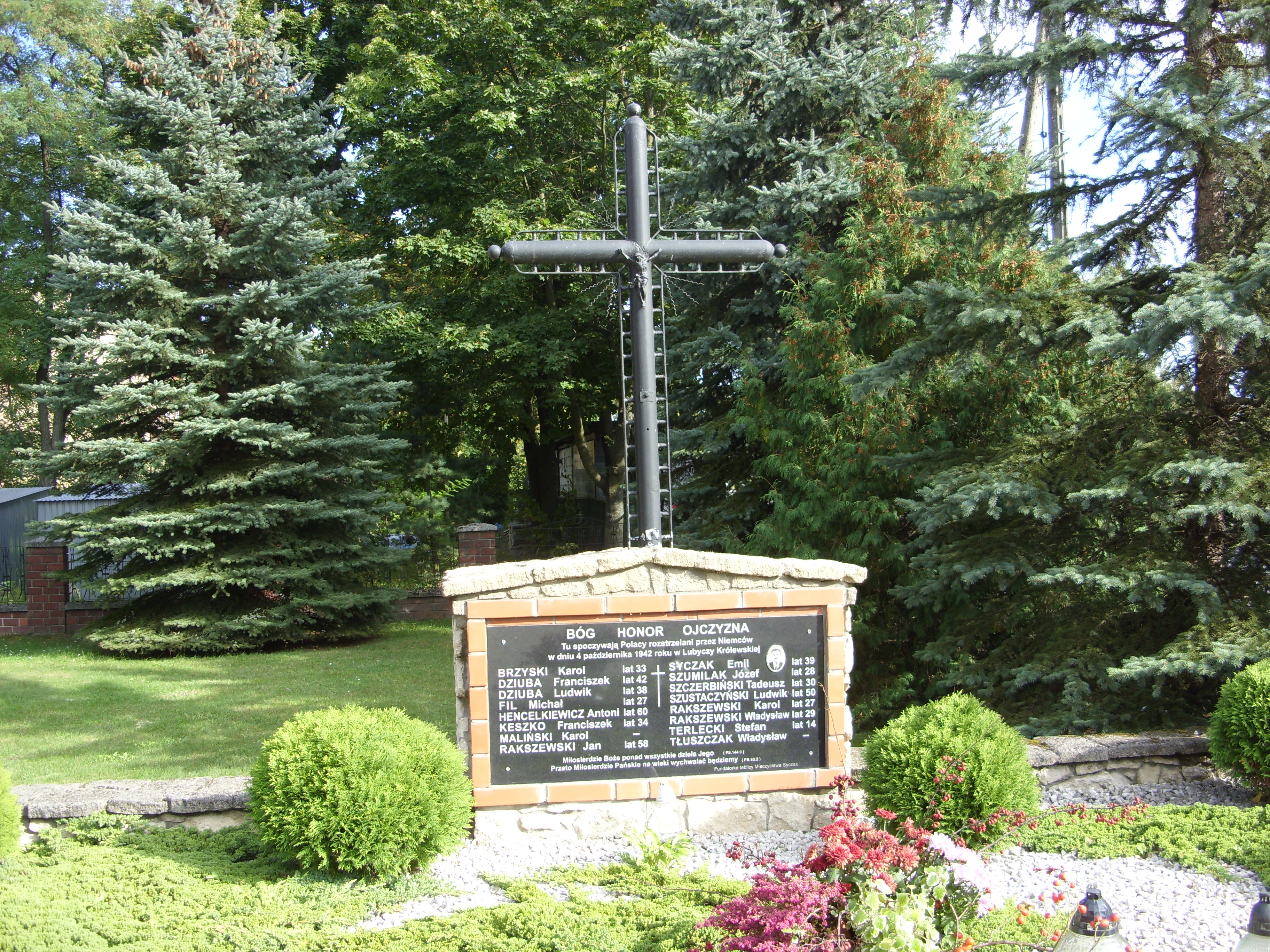
Grób i pomnik ofiar pacyfikacji przy kościele w Lubyczy Królewskiej

4 października 1942 r. około godziny 4:00 nad ranem około 100-osobowy oddział, składający się z niemieckich esesmanów i wachmanów z załogi obozu zagłady, dowodzony przez Heringa, skierował się do Szalenika. Niemcy uzbrojeni byli w broń maszynową, karabiny oraz kilka ciężkich karabinów maszynowych.
Około 40 Niemców i wachmanów pod dowództwem SS-Oberscharführera Fritza Jirmanna i SS-Oberscharführera Reinholda Feixa otoczyło folwark i wioskę Szalenik. Reszta z Heringiem pociągnęła dalej.
W obejściu państwa Ważnych w Szaleniku Niemcy spędzili kilkunastu robotników rolnych, wynajętych do kopania ziemniaków. Kazali im stanąć w szeregu. Gdy jedna młoda dziewczyna wymknęła się Niemcom, ci grozili śmiercią innym i kazali ujawnić dziewczynę. Dwukrotnie oficer niemiecki pociągał za spust broni w kierunku muzyka Lechowskiego (zięcia gospodarzy Ważnych), ale pistolet dwukrotnie nie wypalił.
W Szaleniku SS-Oberscharführer Reinhold Feix zastrzelił 60-letniego rolnika Gałkę.
Niemcy groźbą kazali prowadzić się do miejscowości Żyłka. Przewodnik próbował kluczyć i spowolnić marsz, idąc okrężną drogą, lecz Niemcy znali dobrze trasę do tej wsi. W Żyłce Niemcy wyrwali ze snu mieszkańców i wypędzili ich na placyk przy drodze do Bełżca.
Oficer niemiecki wybrał siedmiu mężczyzn i kazał odprowadzić ich w róg placyku. Jako pierwszego Niemcy zastrzelili 18-letniego Władysława Czekierdę. Wśród powstałego lamentu mieszkańców, strzałem w tył głowy wachmani zastrzelili kolejnego cywila, Józefa Borowskiego. Wkrótce oprawcy zastrzelili kolejnego mieszkańca wsi, Jana Pocipanego (50-letniego rolnika), a następnie parobka z Szalenika o nieznanym nazwisku. Chwilę później z grupy skazańców wyrwał się Michał Maryńczak (mieszkaniec Jarczowa) i zaczął uciekać. Zdążył oddalić się na około 30 kroków gdy dosięgnęły go kule.

Widzący to Bronisław Brodowski podskoczył do swojej matki i zawołał z rozpaczą: „Mamo! Com ja zawinił?”. Wachman niemiecki podbiegł i strzelił mu prosto w głowę z bliska, tak że mózg syna obryzgał matkę. Ta obejmując ciało syna i tuląc go do siebie, mówiła rwącym się głosem: „– Synu mój najmilszy... synu...”

Ostatni ze skazańców próbował ukryć się wśród kobiet. Dostrzegł go jednak Niemiec i zastrzelił na placyku. Zastrzelony pochodził z Chodywaniec i odwiózł poprzedniego dnia kontyngent zbożowy do Bełżca. Przebywał tylko na noclegu u znajomego w Żyłce.
Jeden z podoficerów kontrolował jeszcze ofiary i jeśli któraś z nich dawała oznaki życia, dobijał je strzałem w głowę.
Dopiero po tym, poprzez tłumacza, Niemcy ogłosili, że egzekucja została wykonana z rozkazu komendanta Heringa za spalenie stajni i trzech jego koni wierzchowych (co było kłamstwem pijanych wachmanów w służbie niemieckiej pilnujących koni). Pomordowanych rozkazano zakopać w tym miejscu, w którym zginęli.
Tego samego ranka, nieco później, Niemcy podobnie postąpili w Lubyczy Królewskiej i Lubyczy-Kniazie. W Lubyczy Królewskiej zamordowali 24 ludzi. W Lubyczy-Kniazie zastrzelili 22 ludzi.
W tych miejscowościach komendant obozu zagłady Hering kazał zabić wszystkich pojmanych Polaków. Potem dobrał jeszcze Ukraińców. W Lubyczy Królewskiej ofiary zastrzelono z karabinu maszynowego.
Również tutaj Niemcy dobijali rannych. Oddalając się w kierunku Lubyczy-Kniazie okupanci zobaczyli jeszcze, wydobywającego się spod stosu trupów, rannego w rękę, zawiadowcę poczty Karola Brzyskiego. Został zastrzelony.
W Lubyczy Królewskiej i Lubyczy-Kniazie zamordowani zostali: Stefan Terlecki lat 16, Bronisław Szczerbiński l. 28, Karol Brzyski l. 30, Józef Syczak l.35, Rakszewski Władysław l. 30, Rakszewski Stefan l. 32, Rakszewski Marian l. 60, Franciszek Kiszka l. 36, Ludwik Dziuba l. 40, Franciszek Dziuba l. 29, Ludwik Sostaczyński l. 60, Franciszek Randzerwkiewicz l.50, Karol Maliński l. 62 i Stefan Dębicki (niepełnosprawny bez ręki), Maria Wowkowa l. 64, Jan Bołoniga l. 52, Włodzimierz Wowk l. 21, Bazyli Wowk l. 26, Roman Wowk l. 16, Włodzimierz Hołowka l. 26, Michał Huzij l. 24, Trochym Łachuty l. 22, Michał Słoński l. 24, Grzegorz Hływa l. 22, Jan Melnyk l. 22, Wasyl Sołoduch l. 30, Włodzimierz Sołoduch l. 20, Jan Sagan l. 20, Andrzej Sawojka l. 34, Maksym Szwec l. 29, Włodzimierz Siarczyński l. 22, Józef Siarczyński l. 29, Włodzimierz Poluszewicz l. 20, Teodor Mastykarz l. 45, Grzegorz Mastykarz l. 30, Wasyl Kołodkiewicz l. 24, Józef Korczyński l. 38, Jan Redko l. 34, Teodor Redko l. 38, Jan Zarowski l. 34, Józef Mrzygłód l. 34, Jan Pawłyszcze l. 20, Ołeksa Putko l. 34, Roman Putko l. 16, Jan Putko l. 32 oraz jeden o nieznanym nazwisku NN.
Wracając do obozu w Bełżcu, Fritz Jirmann obrabował jeszcze rodzinę Ważnych w Szaleniku i rozkazał załadować na swój samochód: zastrzeloną świnię, kury, owoce i akordeon.

## Upamiętnienie
Polskie ofiary niemieckiej pacyfikacji w Lubyczy Królewskiej i Lubyczy-Kniazie pochowano przy kościele parafialnym Matki Bożej Różańcowej w Lubyczy Królewskiej zaś Ukraińców na cmentarzu greckokatolickim w Lubyczy-Kniazie.